# トラウム
トラウム・シャルプラッテン（Traum Schallplatten、「夢の記録」の意）は、ドイツにあるレコードレーベル。ドミニク・オイルベルク（Dominik Eulberg）や、ミニログ、ネイサン・フェイク、エクストラウェルト、ドウショクブツ等のリリースがある。